# Ilona Janyst
Ilona Janyst z domu Lewandowska (ur. 10 września 1991) – polska aktorka telewizyjna i filmowa.

## Życiorys
W 2017 ukończyła studia na Wydziale Lalkarskim we Wrocławiu Akademii Sztuk Teatralnych w Krakowie.
Jej mężem jest aktor, Paweł Janyst. Mają córkę urodzoną w 2019 oraz syna urodzonego w 2021. .

## Filmografia
- 2015–2017: Przyjaciółki jako Kate
- 2015–2017: Na Wspólnej jako Gabi
- 2015: Powiedz tak! jako recepcjonistka (odc. 4)
- 2016: Pierwsza miłość jako imprezowiczka
- 2016: Po prostu przyjaźń jako studentka
- 2016: Na dobre i na złe jako Mariola Leśniewska
- od 2017: M jak miłość jako Aneta Kryńska-Chodakowska
- 2018: Pierwsza miłość jako kelnerka
- 2018: W rytmie serca jako Sandra Strzelecka
- 2021: Rojst'97 jako prostytutka Roksana
- 2023: Mój agent jako ciężarna kobieta (odc. 11)